# Ioram (Iuda)
Ioram (הורם') a fost un rege evreu din Regatul Iuda, fiul lui Iosafat. El a domnit opt ani, anii putând fi 849 î.Hr. - 842 î.Hr. (Albright), 848 î.Hr. - 841 î.Hr. (Thiele) sau 851 î.Hr. - 843 î.Hr. (Galil). Se pare că a domnit mai întâi circa trei ani ca regent și apoi cinci ani ca rege.
Ioram s-a căsătorit cu sora lui Ahab al Israelului, Atalia. Prin această alianță cu regatul mai puternic din nord, autoritatea lui Ioram peste Iuda a scăzut. De asemenea, Ioram și-a ucis propri frați și a început să se închine la idoli. Edomul și orașul Libna s-au rupt de Iuda. Degeaba a pornit Ioram cu armata pentru a înăbuși revolta, căci Edomul și Libna au rămas independente (II Cronici 21:1-11).
După revolta Edomului, filistenii, arabii și etiopienii au pornit spre Iuda și au prădat-o, luând toată averea și copii și soțiile regelui, în afară de fiul cel mic Ohozia și de soția regelui Atalia (II Cronici 21:16-17).
Ioram a murit de o boală la stomac și nu a fost plâns la moarte și nici nu a fost îngropat în aceași groapă cu strămoșii săi (II Cronici 21:18-20).
1. ↑  1, Cartea a doua Paralipomena
2. ↑  IeSBE / Ioram[*] Verificați valoarea |titlelink= (ajutor)
3. ↑  EIeBE / Iegoram[*] Verificați valoarea |titlelink= (ajutor)
4. ↑  25, Cartea a patra a Regilor